# FC TVMK Tallinn
Football Club Tallinna Vineeri- ja Mööblikombinaat Tallinn ou FC TVMK Tallin foi um clube estoniano de futebol, fundado em 1951, com sede em Tallin. A sigla TVMK vem de Football Club Tallinna Vineeri-ja Mööblikombinaat Tallinn.

## História
Fundado em 1951, o TVMK jogou em ligas regionais até 1986, quando o clube entrou na divisão "Jõgeva III", sendo promovido para a II liiga no mesmo ano. Em 1988, o TVMK alcançou a primeira divisão do Campeonato da RSS da Estônia de 1988, que não era diretamente afiliado ao sistema da liga de futebol da União Soviética, onde a Estônia era representada pelo SK Tallinna Sport e pelo JK Tallinna Kalev. O TVMK foi campeão das duas últimas edições do Campeonato da RSS da Estônia em 1990 e 1991.
O TVMK foi campeão das duas últimas temporadas do Campeonato da RSS da Estônia em 1990 e 1991, tornando-se um dos membros fundadores da Meistriliiga como TVMV quando o campeonato independente foi realizado pela primeira vez em 1992, após a ocupação soviética.
As dificuldades financeiras da empresa controladora do TVMV, a fábrica de compensados TVMV (conhecida como TVMK na maior parte de sua história), colocaram em risco a existência do clube após a temporada de 1992. O clube foi salvo por investimentos de patrocínio da empresa de transportes Nikol AS.
Devido a razões de patrocínio, o TVMK jogou as temporadas de 1992–93 e 1993–94 sob o nome de FC Nikol, ficando na terceira posição na Meistriliiga em ambas as ocasiões.
Um jogo antes do final da temporada de 1993–94, o recém-formado FC Tevalte foi desclassificado da Meistriliiga devido a alegações de manipulação de resultados. O proprietário do Tevalte, Sergei Belov, entrou com uma queixa contra a desclassificação, mas acabou fundando um novo clube com base no FC Nikol. O novo clube foi batizado de FC Lantana-Marlekor, sendo que Marlekor se referia à empresa que privatizou a fábrica da TVMK, uma empresa à qual o FC TVMK era afiliado.
Apesar de usar a licença do FC Nikol na Meistriliiga e fazer referência aos proprietários do TVMK, Marlekor AS, em seu nome, o Lantana-Marlekor foi formado principalmente por ex-jogadores do FC Tevalte e foi treinado pelo pai de Sergei Belov, que também havia treinado o FC Tevalte na temporada anterior. A maioria dos jogadores do TVMK/Nikol, incluindo o técnico Vjatseslav Smirnov, deixou o clube durante essa transição.
Na temporada seguinte, após o recurso bem-sucedido de Belov à FIFA, a Associação Estoniana de Futebol reintegrou o FC Tevalte à Meistriliiga. Como Sergei Belov já estava operando seu clube com uma nova licença e nome, a vaga recuperada pelo FC Tevalte foi passada para o AS Marlekor, efetivamente devolvendo os sucessores do FC TVMK à Meistriliiga. O Marlekor usou a licença da Meistriliiga do Tevalte, e a equipe jogou a temporada 1995–96 da Meistriliiga como Tevalte-Marlekor. Enquanto isso, o Lantana retirou a referência a Marlekor de seu nome. Com o retorno dos sucessores do TVMK à Meistriliiga, muitos ex-jogadores do TVMK/Nikol, incluindo o técnico Vjatseslav Smirnov, voltaram ao time.
O Tevalte-Marlekor terminou a temporada 1995–96 em terceiro lugar, empatado em pontos com o FC Flora e seis pontos atrás do FC Lantana. Na temporada seguinte, o Tevalte foi retirado do nome do clube e a equipe continuou com o nome de Marlekor.
Antes da temporada 1997–98, o clube recuperou seu nome histórico, FC TVMK. O TVMK obteve resultados modestos entre 1997 e 1999, terminando em quinto ou sexto lugar na Meistriliiga. Foi somente em 2000 que o TVMK terminou na terceira posição na Meistriliiga. Posteriormente, o TVMK ganhou consistentemente ficou na segunda ou terceira posição durante as cinco temporadas da Meistriliiga entre 2000 e 2004, culminando em seu primeiro e último título da Meistriliiga em 2005.
Depois de conquistar o título, o TVMK perdeu vários jogadores importantes para outros clubes na pré-temporada. Os artilheiros do clube, Ingemar Teever e Tarmo Neemelo, foram para a Suécia (embora o último voltasse mais tarde por empréstimo, depois de um início conturbado no exterior), Maksim Smirnov e Deniss Malov foram para o rival FC Levadia e Egidijus Juška voltou para a Lituânia. Vyacheslav Bulavin continuou como técnico principal, mas foi demitido no meio da temporada, e o ex-jogador da seleção russa Sergei Yuran assumiu o cargo. No entanto, a sorte não mudou muito, e os destaques da temporada foram a conquista da Copa da Estônia e da Supercopa da Estônia, já que o clube terminou apenas em quarto lugar no campeonato. Na temporada seguinte, Yuran foi para o Shinnik Yaroslavl. Vjatšeslav Smirnov assumiu o cargo e levou a equipe ao terceiro lugar na Meistriliiga. Após a temporada de 2007, Pjotr Sedin, o presidente, anunciou que o clube estava considerando a possibilidade de desistir de seu status profissional devido a dificuldades financeiras.
A licença do FC TVMK foi revogada após a temporada de 2007.

## Títulos
- Meistriliiga
  - Campeão (1): 2005

- Copa da Estónia
  - Campeão (2): 2002-03, 2005-06

- Super Copa da Estónia
  - Campeão (2): 2005, 2006